# Серно-йодный цикл

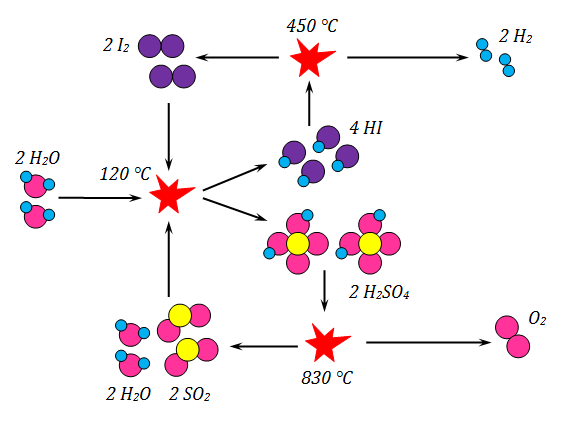
Упрощенная диаграмма серно-йодного цикла

Серно-йодный цикл (цикл S-I) — трехступенчатый термохимический цикл, используемый для производства водорода.
Цикл S-I состоит из трех химических реакций, чистым реагентом которых является вода, а чистыми продуктами — водород и кислород. Все остальные химические вещества могут повторно использоваться в цикле. Процесс S-I требует эффективного источника тепла.

## Описание процесса
Три реакции, которые производят водород, следующие:
1. I2 + SO2 + 2H2O + нагрев до 120 °C → 2 HI + H2SO4 — Реакция Бунзена.
  - Затем HI отделяют дистилляцией или гравитационным разделением жидкость/жидкость.
2. 2 H2SO4 + нагрев до 830 °C → 2 SO2 + 2 H2O + O2.
  - Воду, SO2 и остаточную H2SO4 необходимо отделить от кислорода путем конденсации.
3. 2 HI + нагрев до 450 °C → I2 + H2.
  - Йод и любая сопутствующая вода или SO2 отделяются путем конденсации, а водород остается в виде газа.

Чистая реакция: 2 H 2 O → 2 H 2 + O 2
Соединения серы и йода восстанавливаются и повторно используются, поэтому процесс рассматривается как цикл. Этот процесс S-I представляет собой химический тепловой двигатель. Тепло входит в цикл в высокотемпературных эндотермических химических реакциях 2 и 3, а выходит из цикла в низкотемпературной экзотермической реакции 1. Разница между теплотой, входящей в цикл и выходящей из него, выходит из цикла в виде теплоты сгорания произведенного водорода.

## Характеристики
Преимущества:
- Все вещества (жидкости, газы) повторно используются, поэтому хорошо подходят для непрерывной работы;
- Высокий коэффициент использования тепла (около 50 %)
- Полностью закрытая система без побочных продуктов (кроме водорода и кислорода);
- Подходит для использования с солнечными, ядерными и гибридными источниками тепла;
- Технически более отработанный процесс, чем конкурирующие термохимические процессы.

Недостатки:
- Требуются очень высокие температуры (минимум 850 °C);
- Коррозионные реагенты, используемые в качестве посредников (йод, диоксид серы, иодоводородная кислота, серная кислота); следовательно, для изготовления технологического оборудования необходимы коррозионно-стойкие материалы.
- Требуется значительная доработка, чтобы наладить производство в больших масштабах.

## Исследования
Цикл S-I был изобретен в General Atomics в 1970-х годах. Японское агентство по атомной энергии (JAEA) провело успешные эксперименты с циклом S-I в высокотемпературном испытательном реакторе, запушенном 1998 году, JAEA имеет намерение использовать новые ядерные высокотемпературные реакторы поколения IV для производства водорода в промышленных масштабах. Планируется испытать более крупномасштабные автоматизированные системы для производства водорода. В соответствии с соглашением Международной инициативы по исследованиям в области ядерной энергии (INERI), французская CEA, General Atomics и Sandia National Laboratories совместно разрабатывают серно-йодный процесс. Дополнительные исследования проводятся в Национальной лаборатории Айдахо в Канаде, Корее и Италии.

### Требования к материалам
Цикл S-I включает операции с агрессивными химикатами при температурах до 1000 °C. Выбор материалов с достаточной коррозионной стойкостью имеет ключевое значение для экономической жизнеспособности этого процесса. Предлагаемые материалы включают следующие классы: тугоплавкие металлы, химически активные металлы, суперсплавы, керамика, полимеры и покрытия. Некоторые предлагаемые материалы включают сплавы тантала и ниобия, благородные металлы, стали с высоким содержанием кремния, несколько суперсплавов на основе никеля, муллит, карбид кремния (SiC), стекло, нитрид кремния (Si3N4) и другие. Недавние исследования масштабного прототипирования показывают, что новые технологии танталовых поверхностей могут быть технически и экономически целесообразным способом создания крупномасштабных установок.

## Водородная экономика
Серно-йодный цикл был предложен как способ поставки водорода для водородной экономики. Он не требует углеводородов, как современные методы паровой конверсии, но требует тепла от сгорания топлива, ядерных реакций или от солнечной энергии.